# Pievi milanesi
Nel Milanese la pieve indicava una circoscrizione ecclesiastica inferiore alla diocesi che fu in funzione fino al 46º Sinodo diocesano ambrosiano, chiusosi nel 1972 sotto il card. Giovanni Colombo, arcivescovo di Milano. Inoltre, dal XII secolo, in età comunale, la pieve assunse anche funzioni civili, in ragione del controllo del territorio da parte dei centri urbani, che sfruttarono a questo scopo le preesistenti forme di aggregazione. Civilmente, le pievi furono abbandonate e soppresse da Napoleone nel 1797, in quanto considerate retaggi feudali, e sostituite con i cantoni.

## Storia
Chiamate pievi, corti o squadre (nomi fra loro equipollenti), queste aggregazioni furono utilizzate nel territorio soggetto a Milano per suddivisioni religiose e civili. Le pievi milanesi raggiunsero il numero di 61, a loro volta suddivise in terre, chiamate borghi, luoghi o cassine, da cui trassero origine i moderni comuni. A capo di ciascuna pieve si trovava un prevosto (mitrato o non). In ambito ecclesiastico, dopo il Concilio di Trento, entrò in uso il termine di vicariato foraneo, peraltro equivalente a quello antico di pieve che rimase comunque largamente in uso anche a livello documentale. A loro volta le pievi civili erano raggruppate a fini statistici e fiscali in quattro contadi (Martesana, Bazzana, Seprio, Burgaria). Le pievi erano sottoposte ai podestà, ma possedevano una certa forma di autogoverno attraverso propri consigli generali cui partecipavano le autorità dei borghi locali.

Le pievi civili del Ducato di Milano nel XVIII secolo

## Elenco delle pievi milanesi
L'elenco seguente mostra tutte le pievi esistite nel corso dei secoli sul territorio milanese, comprese quelle soppresse prima della compartizione del 1757, con i comuni che le componevano: quelli che sono stati successivamente soppressi sono elencati di seguito a quelli che li hanno assorbiti. Sono escluse le pievi esclusivamente ecclesiastiche come la Pieve di Rho, la Pieve di Casorate e la Pieve di Perledo.
1. Pieve di Abbiategrasso (ecclesiasticamente autonoma, civilmente non fu riconosciuta come tale, ma al comune di Abbiategrasso vennero comunque riconosciute particolari prerogative come se facesse pieve a sé).[3]
2. Pieve di Agliate (Agliate, Albiate, Besana Superiore e Inferiore, Briosco, Calò, Canonica del Lambro, Capriano, Carate, Cazzano, Colzano, Correzzana, Costa, Giussano, Monte, Renate, Robbiano, Sovico, Tregasio, Triuggio, Valle, Veduggio, Verano, Vergo, Villa Raverio), contado della Martesana.
3. Pieve di Angera (Angera, Barzola, Capronno, Cheglio, Ispra con Cassina d’Inquassi, Lentate, Lisanza, Mercallo, Oriano con Oneda, Ranco con Uppone, Sesto Calende con Coquo, Taino).
4. Pieve di Appiano (Appiano, Beregazzo con Figliaro, Binago, Bulgarograsso, Carbonate, Cassina Ferrara, Castelnovo, Cirimido, Fenegrò, Gerenzano, Guanzate, Limido, Locate, Lomazzo[4], Lurago Marinone, Lurate Abbate, Mozzate, Oltrona, Rovello, San Bartolomeo con Cassina Fontana, Turate, Veniano Superiore ed Inferiore).
5. Pieve di Arcisate (Arcisate, Brenno, Besano, Bisuschio, Cazzone con Ligurno, Clivio, Cuasso al Monte e al Piano, Induno con Frascarolo, Porto, Viggiù, (Valganna).
6. Pieve di Bellano (Bellano).
7. Vicariato di Binasco (Badile, Binasco, Bubbiano, Calvignasco, Campomorto, Casarile, Casirate, Cassina Bianca, Cavagnera, Gnignano, Lacchiarella, Mandrino, Mandrugno, Mettone, Moirago, Moncucco, Pasturago, Ponte Lungo, San Novo, San Pietro Cusico, Vairano, Vernate, Viano, Vidigulfo, Vigonzino, Villa Maggiore, Zavanasco, Zibido al Lambro, Zibido San Giacomo), corrispondeva in parte all'antica Pieve di Decimo e in parte alla Pieve di Casorate, contado della Bazzana.
8. Pieve di Bollate (Bollate, Baranzate, Cassina Nuova, Castellazzo, Cesate, Garbagnate, Novate, Pinzano, Pertusella, Roserio, Senago,Vialba, Pinzano (Limbiate) contado della Martesana.
9. Pieve di Brebbia (Bardello, Barza con Monteggia, Besozzo, Biandronno, Bogno, Brebbia, Bregano, Cadrezzate, Cardana, Cazzago, Comabbio, Comerio, Cocquio con Sant'Andrea, Gavirate con Fignano, Malgesso, Monate, Monvalle con Turro, Olginasio, Osmate, Ternate con San Sepolcro, Travedona, Trevisago, Varano, Voltorre).
10. Pieve di Brivio (Airuno, Aizurro, Bagaggera, Brivio, Calco, Imbersago, Merate, Mondonico, Novate, Olgiate, Paderno, Robbiate, Sabbioncello, Sartirana, Verderio Inferiore, Verderio Superiore), contado della Martesana.
11. Pieve di Bruzzano (Affori, Bicocca, Bresso, Brusuglio, Bruzzano, Cormano, Crescenzago, Dergano, Gorla, Niguarda, Precentenaro, Precotto, Segnano, Turro).
12. Pieve di Busto Arsizio (ecclesiasticamente erede della pieve di Olgiate, civilmente non fu riconosciuta come tale, ma al comune di Busto vennero comunque riconosciute particolari prerogative come se facesse pieve a sé).[5]
13. Corte di Casale (Canzo, Carella, Caslino, Cassina Mariaga, Castel Marte, Longone, Mariaga, Penzano, Proserpio), contado della Martesana.
14. Pieve di Castelseprio (Abbiate Guazzone, Carnago, Caronno Corbellaro, Caronno Ghiringhello, Castelseprio con Vicoseprio, Castiglione, Castronno, Gornate Superiore, Gornate Inferiore, Lonate Ceppino, Lozza, Morazzone, Rovate, Torba, Tradate, Vedano, Venegono Inferiore, Venegono Superiore).
15. Pieve di Cesano Boscone (Assago, Assiano, Baggio, Bazzana Sant'Ilario, Bazzanella, Buccinasco, Cesano Boscone, Corsico, Cusago, Grancino, Gudo Gambaredo, Loirano, Lorenteggio, Muggiano, Romano Banco, Ronchetto, Rovido, Seguro, Sella Nova, Settimo, Terzago, Trezzano, Vighignolo), contado della Bazzana.
16. Pieve di Corbetta (Abbiategrasso, Albairate, Bareggio, Basiano, Bernate, Besate, Bestazzo, San Pietro Bestazzo, Boffalora, Bugo, Castellazzo de' Barzi, Cisliano, Corbetta, Cassina Pobbia, Coronate, Fallavecchia, Lugagnano, Magenta, Marcallo, Menedrago, Mesero, Motta Visconti, Ossona, Ozzero, Ravello, Robecco, Santo Stefano, San Vito, Sedriano, Ticinello, Vittuone).
17. Pieve di Cornegliano (Albignano, Cavajone, Cornegliano, Incugnate, Melzo, Truccazzano), contado della Martesana fino alla seconda metà del XIV secolo.
18. Pieve di Dairago (Arconate, Bienate, Borsano, Buscate, Busto Garolfo, Castano, Cuggiono Maggiore e Cuggiono Minore, Dairago, Furato, Induno, Inveruno, Lonate Pozzolo, Magnago, Malvaglio, Nosate, Robecchetto, Sant’Antonino, Tornavento, Turbigo, Vanzaghello, Villa Cortese).
19. Pieve di Dervio (Dervio, Corenno, Dorio, Introzzo, Sueglio, Tremenico, Vestreno).
20. Pieve di Desio (Balsamo, Biassono, Bovisio, Cassina Aliprandi, Cassina Amata, Cassina Savina, Cinisello, Cusano, Desio, Dugnano, Incirano, Lissone, Macherio, Masciago, Muggiò, Nova, Paderno, Palazzolo, Seregno, Varedo, Vedano), contado della Martesana (in parte)
21. Pieve di Gallarate (Albizzate, Arnate, Besnate, Bolladello, Busto Arsizio, Cajello, Cardano, Cassano Magnago, Cassina Verghera, Cedrate, Crenna, Ferno, Gallarate, Jerago, Oggiona con Santo Stefano, Orago con Cavaria, Peveranza, Premezzo, Samarate con Costa, Solbiate).
22. Pieve di Galliano (Alzate con Verzago, Cantù, Carimate, Cucciago, Figino con Rozzago, Intimiano, Montorfano, Novedrate), contado della Martesana.
23. Pieve di Garlate (Bartesate, Biglio, Capiate, Consonno, Dozio, Galbiate, Garlate, Malgrate, Olginate, Pescate, Sala, Valgreghentino, Valmadrera), contado della Martesana.
24. Pieve di Gera d'Adda (Agnadello, Arzago, Boffalora, Brignano, Calvenzano, Canonica, Caravaggio, Casirate, Castel Rozzone, Corte Palasio, Dovera, Farra, Massari Melzi, Misano, Pagazzano, Pandino, Pontirolo, Rivolta, Roncadello, Tormo, Vailate).
25. Pieve di Gorgonzola (Bellinzago, Bisentrate, Bornago, Bussero, Cambiago, Camporicco, Cassina de' Pecchi, Cernusco Asinario, Gessate, Gorgonzola, Inzago, Masate, Pessano, Pozzuolo, Sant'Agata, San Pedrino, Trecella, Vignate), contado della Martesana fino alla seconda metà del XIV secolo.
26. Pieve di Incino (Albesio, Alserio, Anzano, Arcellasco, Buccinigo, Carcano, Cassano, Colciago, Crevenna, Erba, Fabbrica, Incino, Lambrugo, Lezza, Lurago, Merone, Monguzzo, Orsenigo, Parravicino, Ponte, Villalbese), contado della Martesana.
27. Pieve di Lecco (Acquate, Ballabio Inferiore, Ballabio Superiore, Belledo con Maggianico, Brumano, Castello, Chiuso, Germanedo, Laorca, Lecco, Olate, Rancio, San Giovanni alla Castagna, Morterone).
28. Pieve di Leggiuno (Arolo, Bosco con Marzano e Chirate e Ballarate, Celina, Cerro, Laveno, Leggiuno, Mombello, Sangiano).
29. Pieve di Locate (Basiglio, Cassino Scanasio, Fizzonasco, Locate, Opera, Pieve, Pizzabrasa, Pontesesto, Quinto de' Stampi, Romano Paltano, Rozzano, Tolcinasco, Torriggio), contado della Bazzana.
30. Pieve di Mandello Ecclesiasticamente non è milanese, ma appartiene alla diocesi di Como (Abbadia, Linzanico, Lierna, Mandello, Olcio, Rongio, Somana, Vassena).
31. Pieve di Mariano (Arosio, Brenna, Cabiate, Carugo, Cremnago, Inverigo, Mariano, Paina, Romanò, Villa Romanò), contado della Martesana.
32. Squadra dei Mauri (Bosisio, Cesana, Pusiano, Suello), contado della Martesana.
33. Pieve di Mezzate (Peschiera, Linate superiore ed inferiore, Mezzate).
34. Pieve di Missaglia (Barzago, Barzanò, Bernaga, Brianzola, Bulciago, Cagliano, Casate Nuovo, Casirago, Cassago, Cassina de' Bracchi, Cereda, Cernusco Lombardone, Cologna, Contra, Cremella, Crippa, Cremella, Lomagna, Lomaniga, Maresso, Missaglia, Montevecchia, Monticello, Nava, Oriano, Osnago, Perego, Rovagnate, Santa Maria Hoè, Sirtori, Tegnone, Viganò di sopra e di sotto), contado della Martesana.
35. Corte di Monza (Cassina de' Gatti, Cologno, Moncucco, Monza, Sant'Alessandro, San Damiano, San Giuliano, Sesto San Giovanni, Villa San Fiorano, Vimodrone).
36. Pieve di Nerviano (Barbajana, Caronno, Castellazzo, Cornaredo, Garbatola, Lainate, Lucernate, Mantegazza, Monzoro, Nerviano, Origgio, Passirana, Poliano, Pregnana, Rho, Saronno, Vanzago).
37. Squadra di Nibionno (Brenno, Casletto, Centemero, Mojana, Nibionno, Rogeno, Tregolo), contado della Martesana.
38. Pieve di Oggiono (Annone, Civate, Dolzago, Ello, Garbagnate Monastero, Imberido, Molteno, Oggiono, Sirone, Vergano), contado della Martesana.
39. Pieve di Olgiate Olona (Cairate, Cassina Massina, Castellanza, Castegnate, Cislago, Fagnano con Bergoro, Gorla Maggiore, Gorla Minore, Legnano, Marnate, Nizzolina, Olgiate Olona, Prospiano, Rescalda, Rescaldina, Solbiate Olona, Sacconago con Cassina di Borghetto).
40. Pieve di Parabiago (sede plebana ecclesiastica traslata a Legnano nel 1584) (Arluno, Canegrate, Casorezzo, Cerro, Parabiago, San Giorgio, San Vittore, Uboldo).
41. Pieve di Pontirolo (Basiano, Busnago, Cassano sopra Adda, Cassine San Pietro, Colnago, Concesa, Cornate, Grezzago, Groppello, Porto, Pozzo, Roncello, Trezzano, Trezzo, Vaprio), contado della Martesana.
42. Pieve di Porlezza (Buggiolo, Carlazzo, Cavargna, Cima, Claino con Osteno, Corrido, Cusino, Gottro, Piano, Porlezza, San Bartolomeo, San Nazzaro), Seghebbia, Tavordo).
43. Pieve di Rosate (Barate, Bonirola, Caselle, Cassina di Donato del Conte, Castelletto Mendosio, Coazzano, Conigo, Copiago, Fagnano, Gaggiano, Gudo Visconti, Noviglio, Rosate, Tainate, Vermezzo, Vigano, Zelo Surrigone), contado della Bazzana.
44. Pieve di San Donato (Bolgiano, Chiaravalle, Foramagno, Macconago, Morsenchio, Nosedo, Poasco, Quintosole, San Donato, Vajano, Vigentino, Zelo), contado della Bazzana.
45. Pieve di San Giuliano (Arcagnago, Bascapè, Bustighera, Canobbio, Carpiano, Carpianello, Castel Lambro, Cerro, Civesio, Colturano, Gavazzo, Landriano, Mangialupo, Mediglia, Melegnano, Mercugnano, Mezzano, Pairana, Pedriano, Rancate, Robbiano, Riozzo, San Zeno e Foppa, San Giuliano, Santa Brera, Sesto Ulteriano, Torrevecchia, Trognano, Viboldone, Videserto, Vigliano, Vigonzone, Villarzino, Vizzolo, Zivido, Zunico), contado della Bazzana.
46. Pieve di Segrate (Briavacca, Casa Nova, Cassignanica, Lambrate, Limito, Novegro, Pantigliate, Pioltello, Redecesio, Rodano, Rovagnasco, San Gregorio Vecchio, Segrate, Tregarezzo, Trenzanesio), contado della Bazzana.
47. Pieve di Settala (Liscate, Lucino, Premenugo, Settala), contado della Bazzana.
48. Pieve di Seveso (Barlassina, Binzago, Birago, Ceriano, Cesano Maderno, Cogliate, Copreno, Lazzate, Lentate, Limbiate, Meda, Misinto, Seveso, Solaro) nel contado della Martesana.
49. Pieve di Somma (Albusciago, Arsago, Caidate, Casale con Bernate e Inarzo e Tordera, Casorate, Castelnovate, Cimbro, Corgeno, Crugnola, Cuvirone, Gola Secca, Menzago, Mezzana, Montonate, Mornago, Quinzano, San Pancrazio, Sesona, Somma con Cassina Coarezza, Sumirago, Vergiate, Villadosia, Vinago, Vizzola).
50. Pieve di Trenno (Arese, Boldinasco, Cassina del Pero, Cassina Trivulza, Cerchiate, Figino, Garegnano Marcido, Lampugnano, Mazzo, Musocco, Pantanedo, Quarto Cagnino, Quinto Romano, Terrazzano, Trenno, Valera, Villapizzone).
51. Pieve di Valassina (Asso, Barni, Caglio, Lasnigo, Magreglio, Onno, Pagnano, Rezzago, Scarenna, Sormano, Valbrona, Visino), contado della Martesana.
52. Pieve di Val Cuvia Ecclesiasticamente non è milanese, ma appartiene alla diocesi di Como (Arcumeggia, Azzio, Bedero, Brenta, Brinzio, Cabiaglio, Casalzuigno, Cassano, Caravate con Ronco, Cavona, Cittiglio, Cuveglio, Cuvio con Comaccio, Duno, Ferrera, Gemonio, Masciago, Orino, Rancio con Cantevra, Vararo, Vergobbio).
53. Pieve di Valsassina (Bajedo, Barzio, Barcone, Bindo, Cassina, Concenedo, Casargo, Cortabbio, Narro, Cortenova, Crandola, Cremeno, Esino Inferiore, Esino Superiore, Gerro, Introbio, Margno, Moggio, Narro, Pagnona, Parlasco, Pasturo, Perledo, Primaluna, Pessina, Premana, Taceno, Vendrogno, Vimogno).
54. Pieve di Val Solda (Albogasio con Oria, Castello, Cressogno Superiore e Inferiore, Dasio, Drano con Loggio, Puria).
55. Pieve di Val Taleggio (Vedeseta).
56. Pieve di Val Travaglia I comuni qui elencati in corsivo appartenevano e appartengono alla diocesi di Como e originariamente alla Pieve di Agno (Agra con Colmegna e Cassina Casneda, Arbizzo, Ardena, Armio, Bedero con Brezzo, Biegno, Bosco, Brissago, Brusimpiano, Cadero, Campagnano, Castello con Caldè, Cossano, Cremenaga, Cugliate, Cunardo, Curiglia, Dumenza, Fabiasco, Garabiolo, Germignaga, Graglio, Grantola, Lavena, Lozzo, Luvino, Maccagno Superiore, Marchirolo, Marzio, Mesenzana, Montegrino, Monteviasco, Muceno con Ticinallo, Musadino con Ligurno, Musignano, Pino, Porto, Roggiano, Runo con Stivigliano, Tronzano con Bassano, Veccana, Viconago, Voldomino con Biviglione).
57. Pieve di Varenna (Varenna).
58. Pieve di Varese (Azzate, Barasso, Bizzozero, Bobbiate, Bodio, Brunello, Buguggiate, Capo di Lago, Casciago, Crosio della Valle, Daverio con Dobbiate, Galliate, Gazzada, Gurone, Lissago con Calcinate degli Orrigoni, Lomnago, Luvinate, Malnate con San Salvatore e Monte Morone, Masnago, Morosolo con Mostonate e Calcinate del Pesce, Oltrona con Groppello, Sant'Ambrogio, Santa Maria del Monte, Schianno, Varese, Velate con Cassina Rasa e Fogliaro).
59. Pieve di Vimercate (Agrate, Aicurzio, Arcore, Bellusco, Bernareggio, Bernate, Burago, Camparada, Caponago, Carnate, Carugate, Cassina Baraggia, Cavenago, Concorezzo, Lesmo, Mezzago, Omate, Oreno, Ornago, Ronco, Ruginello, Sulbiate Superiore, Sulbiate Inferiore, Usmate, Velate, Villanova, Vimercate), contado della Martesana.